# Pérez, el ratolí dels teus somnis
Pérez, el ratolí dels teus somnis (títol original en castellà: Pérez, el ratoncito de tus sueños) és una pel·lícula de coproducció hispano-argentina d'animació, comèdia i live-action de 2006 dirigida per Juan Pablo Buscarini. La primera pel·lícula es va estrenar a l'Argentina el 13 de juliol de 2006, després va haver-hi una seqüela que es va estrenar el 12 de desembre de 2008, dirigida per Andrés G. Schaer. El tema principal de la banda sonora de totes dues pel·lícules va ser interpretat per la cantant Gisela. Ha estat doblada al català.

## Argument
Una nena anomenada Lucía perd la seva primera dent i els seus pares, Santiago (un xef desocupat) i Pilar (una arquitecta), li asseguren que el Ratolí Pérez anirà a deixar-li una moneda sota el coixí. La nena estava molt emocionada però no troba la moneda esperada. En unió del seu germà menor la petita Lucía s'embarca en una aventura per a situar al Ratolí Pérez, que, segrestat per un ratolí rival, no pot complir la seva comesa: recol·lectar dents dels nens.

## Repartiment
| Intèrpret                | Personatge                        | Veu en català     |
| ------------------------ | --------------------------------- | ----------------- |
| Alejandro Awada          | Ratolí Pérez (veu)                | desconeguda       |
| Mariano Chiesa           | comandant Permanencio Fugaz (veu) | desconeguda       |
| Roly Serrano             | El rata (veu)                     | desconeguda       |
| Nicolás Torcanowski      | Ramiro                            | Klaus Stroink     |
| Delfina Varni            | Lucía                             | Carla López Mauri |
| Fabián Mazzei            | Santiago                          | Toni Mora         |
| Ana María Orozco         | Pilar                             | Alicia Laorden    |
| Joe Rígoli               | Justo Amancio Morientes           | desconeguda       |
| Diego Gentile            | Pipo                              | desconeguda       |
| Ana María Nazar          | comtessa                          | desconeguda       |
| Enrique Porcellana       | Gordo                             | desconeguda       |
| Fernanda Bodria          | mestra                            | desconeguda       |
| Anahí Martella           | Samanta                           | desconeguda       |
| Fernando Paz             | Hormiga                           | desconeguda       |
| Marcos Metta             | professor                         | desconeguda       |
| Pedro Martínez Goncalvez | alumne 1                          | desconeguda       |
| desconeguda              | alumna Maya                       | Carla Torres      |

## Premis i nominacions
| Any             | Premi                             | Categoria                       | Nominació                         | Resultat   | Ref.  |
| --------------- | --------------------------------- | ------------------------------- | --------------------------------- | ---------- | ----- |
| 2006            | Premis Goya                       | Millor pel·lícula d'animació    | Pérez, el ratolí dels teus somnis | Guanyadora | [ 5 ] |
| 2007            | Premis Còndor de Plata            | Millor llargmetratge d'animació | Pérez, el ratolí dels teus somnis | Guanyadora | [ 6 ] |
| Millor vestuari | Pérez, el ratolí dels teus somnis | Nominada                        |                                   |            |       |

## Seqüeles

### En Pérez, el ratolí dels teus somnis 2
La segona pel·lícula anomenada: Pérez, el ratolí dels teus somnis 2, és una pel·lícula de Patagonik Film Group i Filmax, dirigida per Andrés G. Schaer i té una durada d'aprox. 90 minuts. Es va estrenar 1 de gener de 2009 a Llatinoamèrica. Distribueix Buena Vista International. Va recaptar gairebé 3 milions de dòlars a nivell mundial.

### Repartiment
- Fernando Guillén Cuervo - Pérez
- Lucrecia Pérez Sáez - Lola
- Miguel Dedovich - Sr. Gunther
- Edda Díaz - Adelaida
- Claudia Fontán - Muriel Labecque
- Irene Giser - María Laucha
- Diego Brizzi - Ratita
- Javier Lorenzo - Leo
- Manuel Manquiña - Gil Penkoff
- Camila Riveros - Ana
- Matías Sandor - Lucas
- Roly Serrano - Rata
- Manuela Velasco - Periodista
- Marcos Woinsky - Dimitri
- Ignacio Huang - Periodista
- Olivier Noel - Periodista
- Alexander Iatsoun - Periodista
- Davin Rockstad - Periodista